# Gázhidrátok
A gázhidrátok vagy klatrát-hidrátok  a jéghez fizikailag hasonló, kristályos szerkezetű, vízalapú szilárd anyagok, amelyekben a kis, nem poláris molekulák (jellemzően a gázok: O2, H2, N2, CO2, CH4, H2S, Ar, Kr és Xe) vagy a nagy hidrofób  poláris molekulák a hidrogénkötésű, fagyasztott vízmolekulákban megfelelő nyomáson és hőmérsékleten zárványként fordulnak elő. Más szavakkal, a klatrát-hidrátok klatrátvegyületek, amelyekben a gazdamolekula víz, és a vendégmolekula jellemzően gáz vagy folyadék. A klatrát-hidrátok hivatalosan nem  kémiai vegyületek, mivel a fogva tartott  molekulák soha nem kapcsolódnak a rácshoz. A klatrát-hidrátok képződése és bomlása elsőrendű fázisátalakulás, nem kémiai reakció. A molekuláris szinten  kialakulásuk  és bomlási mechanizmusuk  még nem minden részletében ismert. A klatrát-hidrátokat 1810-ben Humphry Davy dokumentálta.

## Klatrátok (jég-, vagy gáz-hidrátok, kalitka-vegyületek)
A klatrátokat a tudósok először a 18. évszázadban fedezték fel. A vízben csak igen kevéssé oldódó, nempoláris molekulájú gázok is kölcsönhatásba lépnek a vízzel, módosítják szerkezetét és megfelelő körülmények között szilárd kristályként - un. gáz-hidrátként - kiválnak. A gáz-hidrátok stabilis állapotukban mindig klatrát vegyületek, amelyekben a víz molekulái relatíve nagy üregeket tartalmazó un. "gazda" (host) rács-szerkezetet képeznek és ezeket az üregeket foglalják el a többi komponens - egyedi gázok, vagy gázkeverékek - "vendég" (guest) molekulái. Az üregeket kitöltő gázkomponensek nem kötődnek közvetlenül a vázszerkezet vízmolekuláihoz, helyüket azonban geometriai okok miatt nem tudják elhagyni.

## Képződés
A klatrát képződésének elsőrendű kritériuma, hogy biztosított legyen a vízmolekulák rácsképzésre való törekvése, illetve a vendég molekulák mérete és alakja alkalmas legyen a vízmolekula rácsának üregeibe való beépülésére. A szerkezet létrejöttéhez még az is szükséges, hogy a vendég és a vízmolekula között ne lépjen fel kémiai reakció. A gyakorlatban leginkább előforduló gáz-hidrátok a szénhidrogének, hidrofób gázok, klór, stb. beépülésével jönnek létre. 
Az ipari gáz- és a földgáz-termelésben a hidrát-képződés elsősorban a téli időszakban okoz problémát. Az ipari rendszerekben mindig előforduló víz és az alacsony hőmérséklet, valamint a rendszerek nyomása együttesen megteremti a gázhidrát képződés feltételeit. 
A csővezeték és gáztartályok leghidegebb pontjain (tipikusan a fúvókák környezetében, a zsompok leürítőinél) fokozott hidrát-kiválás jelentkezik. 
Az összeállt hidrát-szemcsék dugót képezve részben, vagy teljesen elzárják az érintett csővezetéki szakaszt. 
A kialakult hidrát-dugó stabilis, önmagától nem szűnik meg, eltávolítása során a hirtelen kilökődéssel balesetveszélyes gázkiáramlás léphet fel. 

## Előfordulás
A Mir mélyvízi merülőcsónakok nagy gázhidrát-mezőket fedeztek a Bajkál-tó mélyén. A jövőben a gázhidrátokból földgázt kívánnak kinyerni. A gáz-hidrátot joggal tartják a jövő fűtőanyagának. A „meleg jégnek" is nevezett gáz-hidrát egy köbméteréből mintegy 200 köbméter metánt lehet nyerni. 
A szakemberek számítása szerint a Fekete-tenger mélyén megkötött állapotban csaknem 25 trillió köbméter gáz található. 
Kanadában és az Alaszkán a szárazföldi kiaknázásáról van szó, a tengeren pedig a Mexikói-öböl, a Bengáli-öböl és Japán keleti partvidéke jöhet számításba. 
Kína és Dél-Korea partvidéke térségében is felfedezték a gázhidrátok jelenlétének jeleit.

## Klíma
A kutatók érdeklődésének további aspektusa, hogy a gáz-hidrátok a klímaváltozásban is szerepet játszanak. Van egy hipotézis, hogy létezik úgynevezett „metánhidrát puska": az óceán növekvő hőfoka miatt beindulhat a metán spontán kiválása a gáz-hidrát rétegből. A metán erős üvegház-hatású gáz, ez a hőfok további emelkedését vonná magával. Vizsgálták a Bermuda-háromszög baleseteiben játszott szerepét is.